# Лебедь-трубач
Лебедь-трубач (лат. Cygnus buccinator) — водоплавающая птица из семейства утиных.

## Описание
Лебедь-трубач по своему внешнему виду и образу жизни сходен с лебедем-кликуном, однако, у него, в отличие от кликуна, клюв полностью чёрный. Оперение лебедя-трубача белое. Длина тела достигает от 150 до 180 см, размах крыльев — 210 см, масса тела — 12,5 кг.

## Распространение
Лебеди-трубачи населяют тундру Северной Америки. Они предпочитают большие водоёмы и широкие, медленно текущие реки, так как птицам для разгона необходимо как минимум 100 м, прежде чем они смогут подняться в воздух.

## Питание
Птицы питаются в основном водными растениями, иногда ныряя за ними в воду. Зимой они поедают также траву и злаковые на полях. Выводок получает в корм насекомых и улиток.

## Размножение
Сезон размножения наступает в конце апреля-начале мая. Пары начинают строить новое гнездо или поправлять старое. Самки откладывают одно яйцо в день, всего от трёх до девяти яиц. Высиживание длится 32 дня. После вылупления птенцы могут плавать, но встают на крыло только в возрасте трёх-четырёх месяцев.
Общая популяция этого вида составляет сегодня примерно 6000 пар и около 6000 птиц живёт в неволе.